# Niels Laros
Niels Laros (* 17. April 2005 in Oosterhout) ist ein niederländischer Leichtathlet, der im Mittel- und Langstreckenlauf antritt.

## Sportliche Laufbahn
Erste internationale Erfahrungen sammelte Niels Laros im Jahr 2022, als er bei den U18-Europameisterschaften in Jerusalem in 3:49,99 min die Goldmedaille im 1500-Meter-Lauf gewann und sich in 8:11,49 min auch die Goldmedaille über 3000 Meter sicherte. Anschließend lief er die 1500 Meter beim Meeting Spitzen Leichtathletik in Luzern in 3:39,46 min und stellte damit einen neuen U18-Europarekord auf. Kurz darauf lief er die 3000 Meter in 7:48,25 min und verbesserte damit ebenfalls den U18-Europarekord, der bisher vom Norweger Jakob Ingebrigtsen gehalten wurde. Im Jahr darauf lief er die 1500 Meter in Nizza in 3:32,89 min und egalisierte damit den Landesrekord von Gert-Jan Liefers aus dem Jahr 2001. Daraufhin startete er über diese Distanz bei der 1. Liga der Team-Europameisterschaft im Zuge der Europaspiele in Chorzów und wurde dort in 3:37,59 min Dritter und sicherte sich damit ligenübergreifend die Bronzemedaille hinter dem Spanier Mohamed Katir und Isaac Nader aus Portugal. Im Juli siegte er beim Herculis in Monaco in 1:44,78 min im B-Lauf über 800 Meter und stellte damit einen U20-Landesrekord auf. Im August siegte er in 3:56,78 min über 1500 Meter bei den U20-Europameisterschaften in Jerusalem und gewann zudem in 14:11,82 min die Goldmedaille im 5000-Meter-Lauf. Kurz darauf gelangte er bei den Weltmeisterschaften in Budapest mit neuem Landesrekord von 3:31,25 min im Finale auf den zehnten Platz. Im Dezember gewann er bei den Crosslauf-Europameisterschaften in Brüssel in 16:10 min die Silbermedaille im U20-Rennen.
Nachdem Laros im Frühjahr 2024 verletzungsbedingt keine Rennen bestreiten konnte, schied er bei den Europameisterschaften in Rom mit 1:46,62 min in der ersten Runde über 800 Meter aus. Am 7. Juli 2024 stellte er in Hengelo mit einer Zeit von 2:14,37 min einen neuen U20-Weltrekord über die 1000 Meter auf. Im August erreichte er bei den Olympischen Spielen in Paris das Finale über 1500 Meter und belegte dort mit neuem Landesrekord von 3:29,54 min den sechsten Platz. Im November siegte er in 29:35 min beim International Warandecross Tilburg und im Dezember siegte er in 14:07 min im U20-Rennen der Crosslauf-Europameisterschaften in Antalya und sicherte sich in der Teamwertung die Silbermedaille. Im Jahr darauf wurde er bei den Halleneuropameisterschaften in Apeldoorn in 7:57,18 min Elfter über 3000 Meter. Zuvor verbesserte er den niederländischen Rekord über diese Distanz auf 7:29,49 min. Ende Juni wurde er bei der 1. Liga der Team-Europameisterschaft in Madrid in 13:44,45 min Erster über 5000 Meter und anschließend siegte er beim Prefontaine Classic in 3:45,94 min über die Meile und stellte damit einen Landesrekord auf. Daraufhin siegte er bei den U23-Europameisterschaften in Bergen in 1:44,36 min über 800 Meter sowie in 13:44,74 min über 5000 Meter.

## Persönliche Bestzeiten
- 800 Meter: 1:44,19 min, 18. Juli 2025 in Bergen
- 1000 Meter: 2:14,37 min, 7. Juli 2024 in Hengelo (niederländischer Rekord, U20-Weltrekord)
- 1500 Meter: 3:29,54 min, 6. August 2024 in Paris (niederländischer Rekord)
  - 1500 Meter (Halle): 3:49,51 min, 20. Februar 2022 in Apeldoorn
- Meile: 3:45,94 min, 5. Juli 2025 in Eugene (niederländischer Rekord)
- 3000 Meter: 7:48,25 min, 11. September 2022 in Zagreb (europäische U18-Bestleistung)
  - 3000 Meter (Halle): 7:29,49 min, 13. Februar 2025 in Liévin (niederländischer Rekord)
- 5000 Meter: 13:10,86 min, 31. Mai 2025 in Nizza